# Wosnessenske (Browary)
Wosnessenske (ukrainisch Вознесенське; russisch Вознесенское Wosnessenskoje, bis 2016 Жовтневе Schowtnewe) ist ein Dorf im Osten der ukrainischen Oblast Kiew mit etwa 450 Einwohnern (2001).

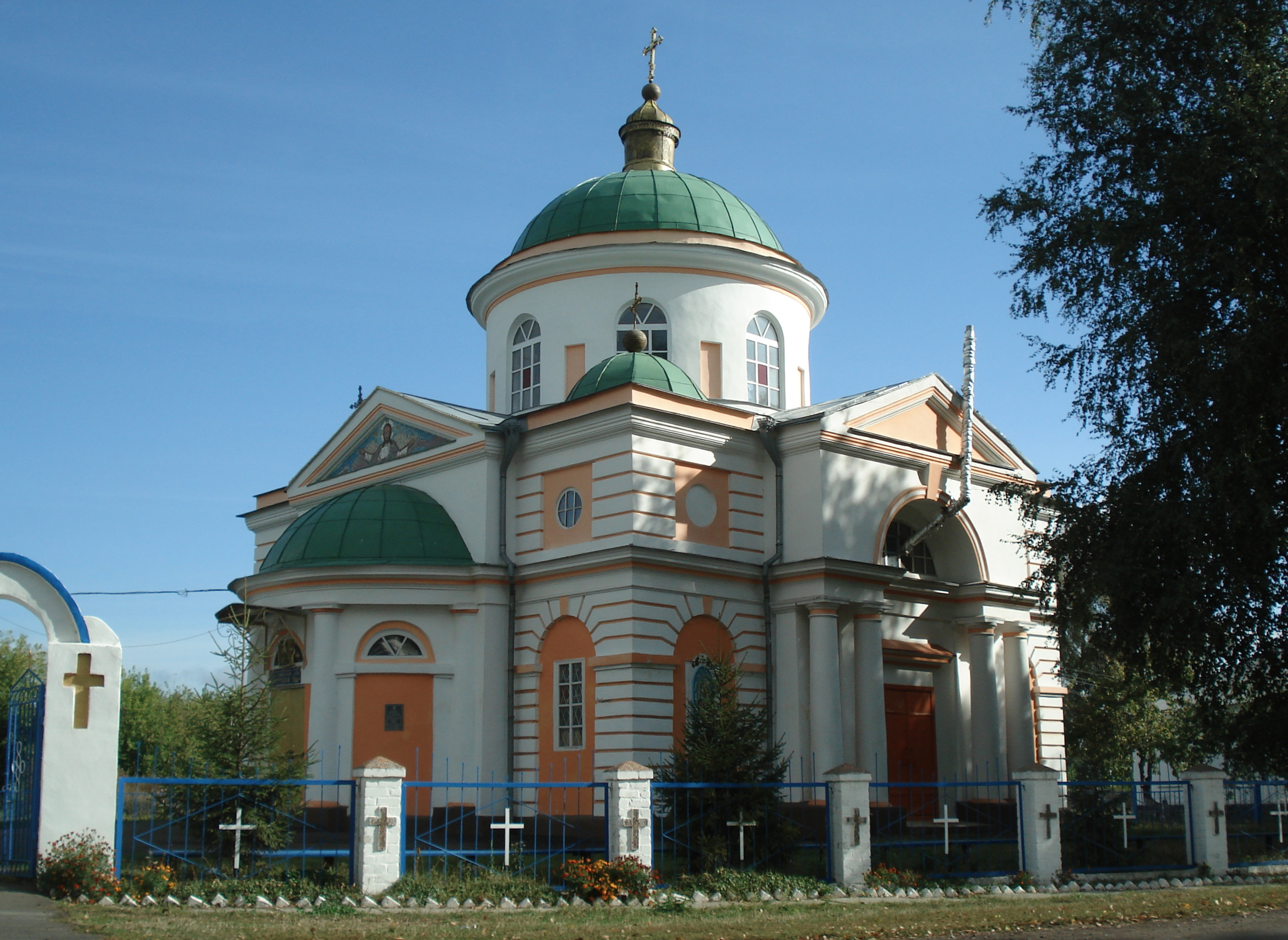
Kirche im Dorf

Das erstmals 1720 schriftlich erwähnte Dorf liegt auf einer Höhe von 125 m am Ufer des Perewid (Перевід), einem 68 km langen, rechten Nebenfluss des Udaj, 24 km südöstlich vom ehemaligen Rajonzentrum Shuriwka und 125 km östlich vom Oblastzentrum Kiew.
Durch das Dorf verläuft die Territorialstraße T–25–40.
Am 12. Juni 2020 wurde das Dorf ein Teil der neugegründeten Siedlungsgemeinde Shuriwka, bis dahin bildete es zusammen mit den Dörfern Hretschana Hreblja (Гречана Гребля) und Wyschnewe (Вишневе) die gleichnamige Landratsgemeinde Wosnessenske (Вознесенська сільська рада/Wosnessenska silska rada) im Osten des Rajons Shuriwka.
Am 17. Juli 2020 kam es im Zuge einer großen Rajonsreform zum Anschluss des Rajonsgebietes an den Rajon Browary.